# Schönbrunn Slot
Schönbrunn Slot (Schloss Schönbrunn) i Wien er en af de vigtigste kulturskatte i Østrig. Siden 1860'erne har det også været en af de vigtigste turistattraktioner i Wien.

## Tidlig historie
I 1569 købte den tysk-romerske kejser Maximilian II Katterburg, som lå på et stort område mellem Meidling og Hietzing, hvor Schönbrunns parker og bygninger ligger i dag. Han viste stor interesse for den nyetablerede zoo, Schönbrunn dyrehave, og forsøgte at etablere et systematisk arbejde for at bevare vilde dyrearter. Han etablerede derudover en plantage for sjældne og eksotiske planter.
Det nye navn, som området fik, Schönbrunn ("smuk brønd"), stammer fra en brønd som gav vand til kongsgården i Wien. Mange medlemmer af Østrigs kongefamilie holdt sommerferie og tog på jagtture til Katterburg i det følgende århundrede. I en periode var Katterburg belejret af tyrkerne, og som følge deraf blev området næsten ødelagt. Det syntes næsten umuligt at restaurere slottet oven på ødelæggelserne.

## Det nye slot
Kejser Leopold I gav arkitekt Johann Bernhard Fischer von Erlach opgaven at designe det nye slot. Den første skitse var et meget utopisk forslag, hvor han blandede forskellige antikke og moderne stilarter. Hans anden skitse viste en mindre og mere realistisk bygning. Konstruktionen startede i 1696 og efter tre år, kunne det første arrangement afholdes i den midterste del af slottet.
Desværre overlevede kun lidt af det første slot det følgende århundrede, fordi kejseren byggede til og ændrede både på indre og ydre dele af bygningen. På ordre fra kejserinde Maria Theresia af Østrig genskabte arkitekten Nicolò Pacassi Schönbrunn slot i rokoko-stil. I slutningen af den såkaldte Theresianske epoke var slottet igen et stærkt center i Østrigs imperium og for kongefamilien.
I 1800-tallet blev særligt ét navn knyttet til Schönbrunn; kejser Franz Joseph I. Han tilbragte her det meste af sit liv og døde 21. november 1916 i sit sovekammer. Under hans styre blev slottet opfattet som et Gesamtkunstwerk (helhedskunstværk) og blev bygget om, så det svarede til sin historie.
I januar og februar 1913 befandt både Hitler og Stalin sig i Wien. Begge holdt af at spadsere i Schönbrunn-parken - Stalin boede lige ved, i Schönbrunner Schlosstrasse 30 - og kan meget vel have passeret hinanden på stierne. 

## Nyere historie
Efter at monarkiet faldt i 1918 blev republikken Østrig ejer af Schönbrunn og bevarede bygningen og værelserne som et museum for besøgende. I 1900-tallet blev slottet flere gange brugt i forbindelse med vigtige begivenheder, som mødet mellem John F. Kennedy og Nikita Khrusjtjov i 1961. UNESCO placerede Schönbrunn på Verdensarvslisten i 1996.
En labyrint er blevet lavet i den store have. Indgangsbilletten inkluderer adgang til labyrinten og flere andre opgaver i haven, som et matematikspil og en serie fontæner.